# Chrysanthemum brachyanthum
Chrysanthemum brachyanthum là một loài thực vật có hoa trong họ Cúc. Loài này được (C.Shih) H.Ohashi & Yonek. mô tả khoa học đầu tiên năm 2004.